# Tarragona (Dávao Oriental)
Tarragona es un municipio de cuarta categoría en la provincia de Dávao Oriental, Filipinas. Según el censo del 2000, su población asciende a 23.000 habitantes en 4500 viviendas.

## Barangay
Tarragona se divide políticamente en 10 barangays.
- Cabagayan
- Central (Pob.)
- Dadong
- Jovellar
- Limot
- Lucatan
- Maganda
- Ompao
- Tomoaong
- Tubaon